# Imaginations from the Other Side
Imaginations from the Other Side — музичний альбом гурту Blind Guardian. Виданий 1995 року. Атмосфера альбому досить гнітюча, особливо якщо її порівнювати з більш ранніми роботами гурту, наприклад як в Battalions of Fear. Перевидана версія альбому була видана 15 червня 2007 року і включала бонусні композиції та відео. Загальна тривалість композицій становить 48:56. Альбом відносять до напрямку павер-метал. 

## Список пісень
1. Imaginations from the Other Side 7:18
2. I'm Alive 5:29
3. A Past and Future Secret 3:47
4. The Script for my Requiem 6:08
5. Mordred's Song 5:27
6. Born in a Mourning Hall 5:12
7. Bright Eyes 5:15
8. Another Holy War 4:31
9. And the Story Ends 5:59

додаткові твори на ремастеринговій версії 2007 року:
10. A Past and Future Secret (Demo)
11. Imaginations from the Other Side (Demo)
12. The Script for my Requiem (Demo)
13. Bright Eyes (teledysk)
14. Born in a Mourning Hall (teledysk)